# Boriza ignatia
Boriza ignatia är en fjärilsart som beskrevs av William Schaus 1928. Boriza ignatia ingår i släktet Boriza och familjen tandspinnare. Inga underarter finns listade i Catalogue of Life.